# Championnat de Pologne de football de deuxième division 2009-2010
Navigation
Édition précédente Édition suivante
La saison 2009-2010 du championnat de Pologne de deuxième division est la soixante-deuxième saison de l'histoire de la compétition. 

## Compétition

### Classement
| Rang | Équipe                           | Pts | J  | G  | N  | P  | Bp | Bc | Diff |
| ---- | -------------------------------- | --- | -- | -- | -- | -- | -- | -- | ---- |
| 1    | Widzew Łódź,                     | 77  | 34 | 23 | 8  | 3  | 62 | 17 | +45  |
| 2    | Górnik Zabrze (R)                | 61  | 34 | 18 | 7  | 9  | 47 | 30 | +17  |
| 3    | Sandecja Nowy Sącz (P)           | 56  | 33 | 16 | 8  | 9  | 53 | 41 | +12  |
| 4    | ŁKS Łódź (R)                     | 55  | 34 | 16 | 7  | 11 | 51 | 41 | +10  |
| 5    | Pogoń Szczecin (P)               | 51  | 34 | 13 | 12 | 9  | 46 | 39 | +7   |
| 6    | MKS Kluczbork (P)                | 46  | 34 | 12 | 10 | 12 | 43 | 37 | +6   |
| 7    | Flota Świnoujście                | 46  | 34 | 12 | 10 | 12 | 33 | 36 | -3   |
| 8    | KSZO Ostrowiec Świętokrzyski (P) | 46  | 34 | 13 | 7  | 14 | 37 | 46 | -9   |
| 9    | GKP Gorzów Wielkopolski          | 45  | 33 | 11 | 12 | 10 | 33 | 31 | +2   |
| 10   | Warta Poznań                     | 44  | 34 | 12 | 8  | 14 | 49 | 45 | +4   |
| 11   | Górnik Łęczna                    | 44  | 34 | 11 | 11 | 12 | 38 | 45 | -7   |
| 12   | Podbeskidzie Bielsko-Biała       | 44  | 34 | 10 | 14 | 10 | 45 | 38 | +7   |
| 13   | GKS Katowice                     | 43  | 34 | 11 | 10 | 13 | 41 | 41 | 0    |
| 14   | Dolcan Ząbki                     | 42  | 34 | 12 | 12 | 12 | 37 | 43 | -6   |
| 15   | Wisła Płock                      | 40  | 34 | 9  | 13 | 12 | 43 | 51 | -8   |
| 16   | Znicz Pruszków                   | 39  | 34 | 11 | 6  | 17 | 34 | 48 | -14  |
| 17   | Stal Stalowa Wola                | 25  | 34 | 5  | 10 | 19 | 32 | 58 | -26  |
| 18   | Motor Lublin                     | 23  | 34 | 4  | 11 | 19 | 27 | 62 | -35  |

| Légende : Promotions et relégations | Légende : Promotions et relégations          |
| ----------------------------------- | -------------------------------------------- |
|                                     | Promotion en Ekstraklasa : 1er et 2e         |
|                                     | Relégation en II Liga : 15e, 16e, 17e et 18e |
|                                     | (R) : Relégué (P) : Promu                    |

## Meilleurs buteurs
| # | Joueur                | Équipe             | Buts |
| - | --------------------- | ------------------ | ---- |
| 1 | Marcin Robak          | Widzew Łódź        | 18   |
| 2 | Piotr Reiss           | Warta Poznań       | 16   |
| 2 | Adrian Świątek (pl)   | Górnik Zabrze      | 16   |
| 4 | Marcin Klatt (pl)     | Pogoń Szczecin     | 13   |
| 4 | Olgierd Moskalewicz   | Pogoń Szczecin     | 13   |
| 4 | Darvydas Šernas       | Widzew Łódź        | 13   |
| 7 | Maciej Tataj (pl)     | Dolcan Ząbki       | 12   |
| 8 | Dariusz Gawęcki       | Sandecja Nowy Sącz | 11   |
| 8 | Łukasz Gikiewicz (en) | ŁKS Łódź           | 11   |
| 8 | Daniel Koczon (pl)    | Wisła Płock        | 11   |
| 8 | Waldemar Sobota       | MKS Kluczbork      | 11   |

Source : (pl) Classement des buteurs sur 90minut.pl.